# Benoit Manno
Benoit Manno (Vibo Valentia, 26 gennaio 1982) è un pugile italiano naturalizzato francese.

## Carriera
Inizia a praticare il pugilato nel 1998 alla Boxing Club Torino sotto la guida del maestro Angelo Carlucci, dal 2004 si affida invece agli insegnamenti del tecnico Bruno Vottero, alla Boxe Fitness Barge.
Al culmine di una eccellente carriera tra i dilettanti, dopo la delusione della sconfitta subita nella finale dei mondiali del 2008 a Kazan', decide di passare nei professionisti .
Debutta nei professionisti ad aprile 2009 e, nel 2011 vince il suo primo titolo d'Italia, battendo Luigi Mantegna.
A febbraio 2012 difende il titolo contro Angelo Ardito per poi lasciarlo vacante pochi mesi dopo.
Nel 2014 ottiene la chance di disputare il titolo europeo EBU contro Emiliano Marsili, incontro perso per K.O al sesto round.
Nel 2018, dopo tre anni di inattività, torna sul ring per provare a riprendersi il titolo italiano contro il pugile campano Domenico Valentino ma perde ai punti per decisione unanime.

### Allenatore
Nel 2015 apre una palestra a Torino, la Manno Boxing Club, nella quale forma pugili di tutti i livelli: dall'attività giovanile ai pugili professionisti.

## Vita Privata
Ha una bambina di nome Josette Amelie nata nel 2016